# Dietrich Dörner
Dietrich Dörner (* 28. September 1938 in Berlin) ist ein deutscher Psychologe und emeritierter Hochschullehrer an der Otto-Friedrich-Universität Bamberg.

## Wissenschaftliche Laufbahn
Seine wissenschaftliche Laufbahn begann 1961 – 65 mit dem Studium der Psychologie in Kiel. 1965 – 72 setzte er es mit dem Doktorstudium in Kiel fort. Dort folgten Promotion und Habilitation. 1973 – 1974 war er Professur für Kognitive Psychologie an der Universität Düsseldorf. 1974 – 1979 übernahm er den Lehrstuhl für Kognitionspsychologie an der Universität Giessen und wurde 1979 an den Lehrstuhl für Allgemeine Psychologie der Universität Bamberg berufen, den er bis 1989 innehielt. Von 1989 bis 1991 war er Leiter der Max Planck-Projektgruppe für Kognitive Anthropologie, Berlin, von 1991 bis 2005 Direktor des Instituts für Theoretische Psychologie, Universität Bamberg. 2005 wurde er dort emeritiert.

## Leistungen
Dörner gehört zu den ersten Psychologen, die in ihrer Forschung computergestützte Mikrowelten entwarfen, um innerhalb dieser Simulationen das Entscheidungsverhalten von Menschen in Unbestimmtheit und Komplexität zu untersuchen. Er beschäftigte sich unter anderem im Bereich der künstlichen Intelligenz mit der Modellierung und Simulation von Emotionen, Absichts- und Handlungsorganisation. Bekannt wurde sein „EMO-Projekt“, in dem ein emotionaler Roboter programmiert und simuliert wurde; das Nachfolgeprojekt heißt „PSI“. Dörner arbeitete auch mit einer Simulation von Populationen („Mäuse“), in der sämtliche Individuen nach seiner Theorie konzipiert waren. In seinem Buch über die Logik des Misslingens zeigte er, dass der Versuch, Entscheidungen allein auf logischer Basis zu treffen, scheitern muss.
Dörner entwickelte psychologische Theorien menschlichen Handelns und Fühlens, testete sie durch Umsetzung in Simulationssoftware und verglich die Ergebnisse mit dem Handeln realer Menschen. Dazu entwickelte er das „Tanaland“-Experiment, mit dessen Hilfe menschlicher Einfluss in komplexen Systemen untersucht werden kann. Es ging hierbei um eine fiktive afrikanische Region, deren Einflussgrößen durch Entwicklungshilfe verändert wurden. Dies hatte folgende Konsequenzen:
1. Die spätere Umsetzung in Software zwingt zur Entwicklung klarer Theorien, denn nur eine eindeutig formulierte Theorie kann in Software umgesetzt werden.
2. Die psychologische Theorie kann fundiert getestet und damit evaluiert werden. Dadurch werden fehlerhafte oder unvollständige Ansätze schnell entlarvt und ein Prozess der schrittweisen Verbesserung der Theorie angestoßen.

Auf Basis seiner Forschung zum Lösen komplexer Probleme stellte er die These auf, dass Leistungen in etablierten Intelligenztests nicht ausreichend seien, um komplexe Problemsituationen erfolgreich zu bewerkstelligen, sondern vielmehr eine „operative Intelligenz“ notwendig sei. Damit löste er vor allem in der differentiellen Psychologie einen langjährigen Diskurs aus, ob es eine eigenständige Fähigkeit zum Lösen komplexer Probleme gibt. Vor allem die Arbeiten von Heinz-Martin Süß haben dabei starke Evidenz gegen das Konzept der „operativen Intelligenz“ geliefert.
2011 analysierte er (gemeinsam mit C. Dominik Güss) auf der Basis seiner Handlungstheorien die Fehler der militärischen Entscheidungen von Adolf Hitler. Unterschätzung des Gegners, Überschätzung der eigenen Fähigkeiten, Verschiebung der Verantwortung auf Sündenböcke und fehlende Methoden beim Entscheidungsprozess führen nach dieser Untersuchung unvermeidbar zur Selbstüberschätzung. Beide Autoren übertrugen ihre Erkenntnisse auf ein Theoriemodell, das helfen soll, solche Fehler zu vermeiden.

## Auszeichnungen und Mitgliedschaften
- 1982–83: Fellow am Wissenschaftskolleg zu Berlin[8].
- 1986: Gottfried-Wilhelm-Leibniz-Preis
- 1989: Ordentliches Mitglied der Academia Europaea[9]
- 1991: „Auswärtiges Wissenschaftliches Mitglied“ der Max-Planck-Gesellschaft
- 1996: Wahl zum Mitglied der Leopoldina[10]
- 2003: Fellow Hanse-Wissenschaftskolleg Delmenhorst[11]
- 2010 „Emeritus of Excellence“ der Universität Bamberg, Trimberg Research Academy[12]
- 2016: Ehrendoktorat der Ruprecht-Karls-Universität Heidelberg

## Schriften (Auswahl)
- Problemlösen als Informationsverarbeitung, Kohlhammer 1976, 3. Aufl. 1986, ISBN 978-3-17-001353-7
- Lohhausen. Vom Umgang mit Unbestimmtheit und Komplexität. Hrsg. Dietrich Dörner, Heinz W. Kreuzig, Franz Reither und Thea Stäudel. Verlag Hans Huber, Lehrstuhl Psychologie II d. Universität Bamberg 1981, ISBN 3-456-82531-5.
- Die Logik des Mißlingens – Strategisches Denken in komplexen Situationen. Rowohlt, Reinbek 1989, ISBN 3-499-61578-9. (12. Auflage: 2003) Darin u. a. Beschreibung des „Tanaland-Experimentes“.
- Bauplan für eine Seele. Rowohlt, Reinbek 2001, ISBN 3-499-61193-7.
- Die Mechanik des Seelenwagens. Huber, Bern 2002, ISBN 3-456-83814-X.